# Ortstock
Der Ortstock ist ein Doppelgipfel der Glarner Alpen in der Schweiz und der Hausberg des autofreien Ferienorts Braunwald. Der westliche, hintere Gipfel (2716,5 m ü. M.) ist wegen seiner leichten Erreichbarkeit von Braunwald aus ein beliebtes Ausflugsziel, während der vordere Gipfel (2703 m ü. M.) erfahrenen Bergsteigern vorbehalten ist.

## Lage und Umgebung
Der Ortstock liegt auf der Kantonsgrenze von Schwyz und Glarus und ist gegen Südwesten mit den Jegerstöcken verbunden. Benachbart im Nordwesten befindet sich der Höch Turm.
Durch seine weitgehend freistehende Lage bietet der Ortstock eine grossartige Rundsicht, unter anderem auf Braunwald, das Glarner Grosstal, den Limmerensee und den Klausenpass.

## Routen zum Gipfel
Die leichteste Route führt von Braunwald aus über die Braunwald- oder Brächalp zum Bergetenseeli und über Bärentritt zum Lauchboden. Den Wegspuren folgend steigt man nun zum Furggele und von dort aus nach Südosten zum Gipfel.

## Weblinks

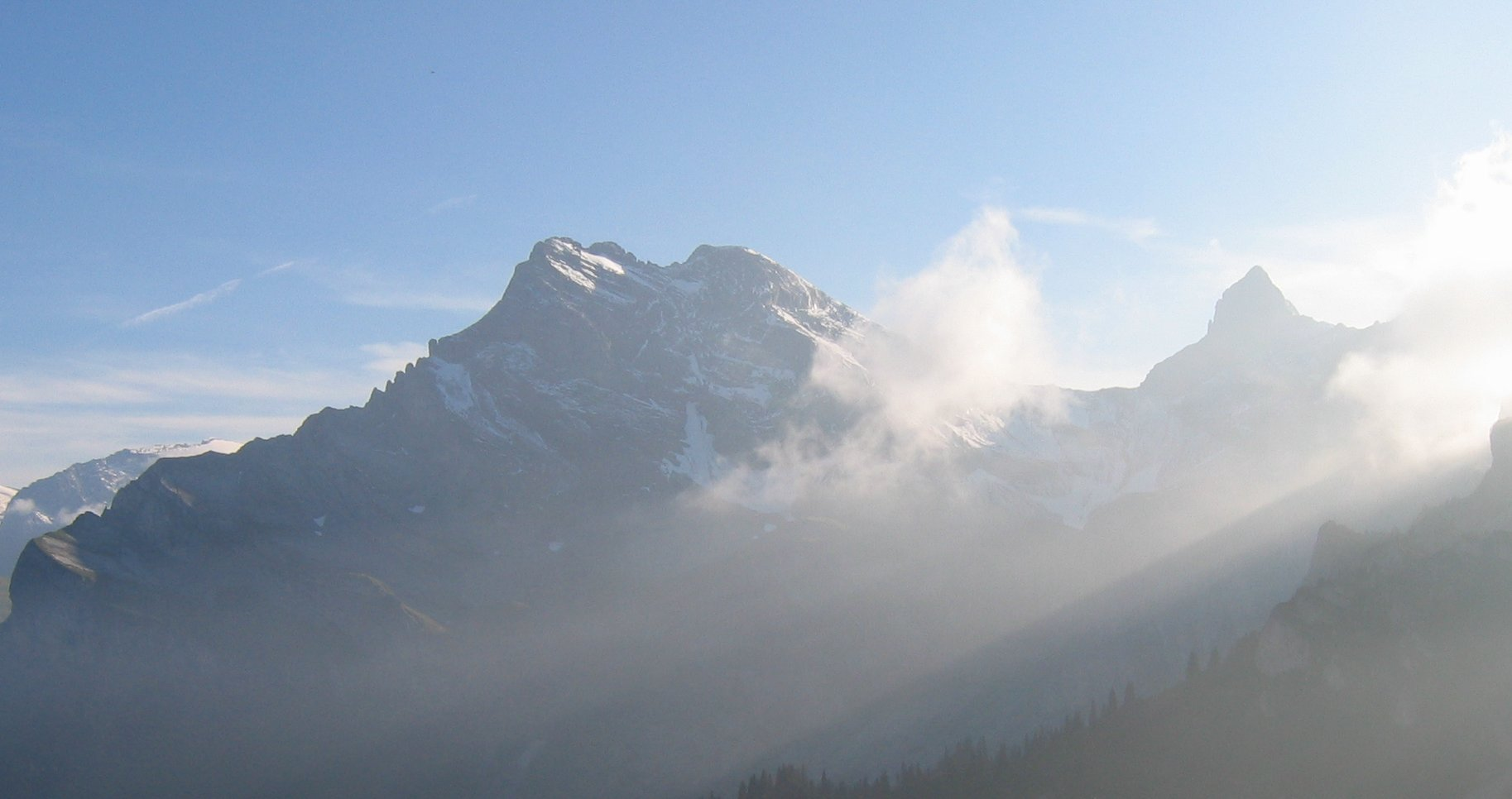
Ortstock und Höch Turm vom Gumen (Braunwald) aus gesehen